# Фиккаденти, Массимо
Массимо Фиккаденти (итал. Massimo Ficcadenti; 6 ноября 1967, Фермо) — итальянский футболист и футбольный тренер.

## Карьера
Будучи футболистом, выступал на позиции полузащитника за команды «Самбенедеттезе», «Мессина», «Верона», «Торино» и «Равенна». В качестве игрока провёл 31 матч в Серии А и 91 — в Серии B.
Свою тренерскую карьеру Фиккаденти начал в 34 года. Вначале он работал с клубами из низших лет. В 2007 году ему доверили возглавить команду Серии А «Реджина», однако после неудачного старта в чемпионате тренер был отправлен в отставку. В сезоне 2010/11 Фиккаденти вернулся в итальянскую элиту, став главным тренером новичка Серии А «Чезены». Под его руководством «морские коньки» отлично проявили себя и стали одним из главных открытий сезона. Следующее первенства Фиккаденти начал у руля «Кальяри», сменив там Роберто Донадони. Однако уже осенью он уступил своё место Давиде Баллардини. Через год Фиккаденти вновь ненадолго возглавил «Кальяри».
В 2014 году итальянский специалист уехал в Японию. В течение года он тренировал «Токио». В 2016 году Фиккаденти возглавил другой японский клуб — «Саган Тосу». Осенью 2019 года возглавил клуб «Нагоя Грампус».

## Достижения
- Обладатель Кубка Джей-лиги (1): 2021.